# Maria de Rossi
 (août 2019).
Si vous disposez d'ouvrages ou d'articles de référence ou si vous connaissez des sites web de qualité traitant du thème abordé ici, merci de compléter l'article en donnant les références utiles à sa vérifiabilité et en les liant à la section « Notes et références ».
Maria de Rossi, née le 22 janvier 1950 à Marseille, est une chanteuse française.

## Biographie
Son premier disque paraît chez Riviera en 1969.
Elle connaît le succès durant les années 1970 avec des titres tels que Le Populo, Et Johnny était content, Magali, etc.
Elle fait ses adieux à la chanson en 1985, puis effectue son retour en 1995.

## Discographie

### 45 tours
Singles, sauf le premier
- 1969 : Est-ce qu'après une danse ? / Mélodie, mélodie // Des roses rouges au soleil / Parce que je t'aime plus que moi
- 1970 : Je n'ai pas le temps d'aimer / Tous les cœurs rêvent d'un train
- 1970 : La vie chantera / Des hauts et des bas
- 1971 : Vivre libre / Petit animal
- 1972 : Soleil au cœur / Les Mains tendues
- 1972 : Mañana / Tout le monde est un peu fou
- 1973 : Roméo / Un train pour le soleil
- 1974 : Depuis toujours / Que la vie est belle
- 1975 : Il est Marseillais / Lui, il est au balcon
- 1975 : Le Populo / Et Johnny était content
- 1976 : Il y a toujours quelqu'un pour toi / Ah ! Que j'aime la moustache
- 1976 : Où va-t-il, où nous mène-t-il ? / Rien n'est meilleur que de se quitter
- 1976 : Magali (R. Nyel / G. Verlor)/ Cane Canebière
- 1977 : La Paradis espagnol / Angelito
- 1977 : Un pont de musique / L'Homme de Nazareth
- 1978 : Made in mama / Vole tout droit
- 1978 : Une pièce dans le juke-box / Seul à Cherbourg
- 1979 : Je t'aime et je m'en fous / Plaisir d'un jour
- 1979 : Mec jaloux / Besoin d'air
- 1980 : Fille, fille / Salut crocodile
- 1980 : Fini, F.I.N.I. / Appelle-moi, appelle
- 1981 : Leaving the side show / Wait (en anglais)
- 1982 : C'est pas grave / Plus pareille
- 1983 : Adieu joli menteur / La Fiancée du speaker
- 1984 : Safari à Paris / Comme un flou d'Hamilton

### Albums
- 1976 : Du soleil pour la France (Barclay)
- 1979 : Gueule de singe (RCA)
- 1980 : Squattez la lune (RCA)
- 1997 : Fais-moi croire encore (CD Arcade)
- 2001 : Disque d'or (Best of 70s, CD DOM)
- 2003 : Ciao Bella (CD DOM)
- 2014 : Maria de Rossi (Collection "Chansons tendres") (Universal Music projets spéciaux/Marianne Melodie)
- 2019 : 50 titres d'or (Universal Music projets spéciaux/Marianne Melodie)

Elle participe à la VHS Secam 105 51 07 Le Meilleur de la chanson, La Chance aux chansons (2001) et y interprète L'Amour chante.